# Okinawa (ø)
 For alternative betydninger, se Okinawa. (Se også artikler, som begynder med Okinawa)
Okinawa (沖縄本島 Okinawa-hontō) er en ø i Japan.
Okinawa er den største ø i øgruppen Okinawa-øerne, som selv er en del af den over 1000 km lange økæde Ryukyu-øerne, der strækker sig fra Japans sydvestlige hovedø Kyūshū til Taiwan. Øen har et areal på 1.208 km2
og et befolkningstal på 1.224.726 (2005) indbyggere. Administrativt er den en del af Okinawa-præfekturet i regionen Kyūshū.